# Saddam Hussein
Sadam Husein (Tikrit, 28. travnja 1937. – Bagdad, 30. prosinca 2006.), irački predsjednik od 1979. do 2003. godine.

## Životopis

### Mladost
Sadam Husein rođen je 28. travnja 1937. godine u malom selu Alaw-Awjaba u blizini grada Tikrita, u plemenu Bani al-Nasiri. Neki izvori navode da je rođen 1935. ili 1939. godine. Svoje rano djetinstvo proveo je u blatnjavoj kolibi u većinom sunitskom djelu Iraka. Husseinov otac - Hussein 'Abd al-Majid, umro je ili napustio obitelj (ovisno o izvoru) nedugo nakon njegova rođenja. Točno podatke teško je dobiti u zemlji gdje se Husseinov rođendan slavi kao nacionalni praznik. Dok se nije udala za drugog muža, Ibrahima al-Hassana, Saddamova majka Subha sama ga je odgajala. Ibrahim al-Hassan bio je nasilan prema svojoj obitelji, što možda i nije čudno za osobu koja je u svome kraju bila poznata kao lopov. Naime, bivši osobni Saddamov tajnik tvrdi kako je Saddamov poočim zlostavljao Saddama te ga prisiljavao na krađu kokošiju i ovaca, koje bi kasnije prodavao. To je potrajalo sve do Saddamove desete godine kada mu je bilo dopušteno preseliti se kod majčinog brata Khayrallah Tulfaha u Bagdad.
U Bagdadu Hussein je potpao pod utjecaj majčinog brata. Khayrallah je politički simpatizirao snage unutar iračke vojske koje su okarakterizirane kao pronacističke, a čiji je pokušaj državnog udara podržavao. Ujedno, snage koje je Khayrallah podržavao bile su ogorčene Britancima i britanskim imperijalizmom. Ta ogorčenost uskoro se prenijela i na Saddama. Potaknut političkom indoktrinacijom majčinog brata pokušao se upisati na prestižnu Bagdatsku vojnu akademiju kako bi preko vojne karijere ostvario svoje političke zamisli. No, nije uspio u toj namjeri jer su ga u tome spriječile njegove loše ocjene pa se stoga još dublje upleo u političke vode. Tako je 1956. godine sudjelovao u neuspješnom pokušaju državnog udara protiv kralja Faisala II. Godinu dana kasnije (1957.) pridružio se Baath stranci, radikalnom nacionalističkom pokretu. Ipak, skupini vojnih časnika 1958. godine uspjeva svrgnuti kralja Faisala II. s vlasti. Tu skupinu predvodio je proljevičarski orijentiran general Abdul Karim Qassim. Već godinu dana kasnije Saddam i grupa pripadnika Baath stranke pokušava atentat na generala Qassima. Unatoč neuspjehu atentat je pomogao Saddamu Husseinu da uđe u sam vrh Baath stranke. U samom atentatu Saddam je lakše ranjen te bježi u Siriju. Iz Sirije odlazi u Egipat, točnije u Kairo, gdje će provesti naredne četiri godine.
U Egiptu je nastavio školovanje i u dobi od 24 godine nastavio svoje političko obrazovanje. No, ni u Egiptu nije imao mira. Naime, bio je uhićivan u dva navrata. Prvi je puta verbalno prijetio kolegi, a drugom je prijetio ozbiljnije - nožem. U oba slučaja radilo se o političkim neistomišljenicima. Godine 1961. upisao je u Kairu Pravni fakultet, ali ga nije završio. Dvije godine kasnije (1963.) skupina vojnih časnika, pripadnika Baath stranke, mučila je i ubila generala Qassima i to pred kamerama iračke nacionalne televizije. Također su unakazili mnoge Qassimove pristaše te njihova osakaćena i unakažena tijela prikazivali više puta u večernjim vijestima iračke nacionalne televizije. Kada je Saddam čuo novosti brzo se spakirao i krenuo za Irak kako bi sudjelovao u revoluciji.

### Politički uspon
Nakon uspostave nove vlasti, Saddam se brzo probijao unutar stranačke strukture, prvenstveno zahvaljujući svojim nadasve uspješnim metodama mučenja. Godine 1963. dolazi do raskola u stranci Baath, a Saddam se priklanja pobjedničkoj struji. U novoj stranačkoj preraspodjeli imenovan je članom Baatističkog regionalnog zapovjedništva. No, već godinu kasnije (1964.) Husseina pritvaraju vojni časnici koji su se protivili tome da Baath stranka preuzme vlast. Međutim Husseinu pomaže njegov bratić, general Ahmed Hassan al-Bakr, zahvaljujući kojem postaje zamjenik glavnog tajnika Baath stranke 1966. godine. Godine 1966. Hussein bježi iz zatvora i utemeljuje internu baatističku sigurnosnu organizaciju zvanu Jihaz Haneen. Nešto kasnije, godine 1968. novi politički potres Husseinu daje najveću priliku za dalje napredovanje, njegov mentor general Bakr i baatisti preuzimaju vlast. Hussein je odmah imenovan zamjenikom predsjednika Revolucionarnog vijeća, zadužen za unutarnju sigurnost.
U dobi od 31 godine već je imao čvrste oslonce vlasti koje će u narednih deset godina sve više učvršćivati. Svoju vlast bazirat će na dvije ključne točke - brojnim članovima obitelji koji će zauzeti sve bitne položaje u iračkoj vlasti i vladi. Druga točka bit će golemi sigurnosti aparat kojeg će činiti špijuni i doušnici u cijelome Iraku. No, njega nije interesirala samo moć već i bogatstvo koje je počeo akumulirati u svojim rukama. Prvenstveno je tu riječ o bogatstvu koje stvara naftna industrija. Naime, Irak drži 11% svjetskih zaliha nafte. Međutim ni druge gospodarske grane nisu izmakle Saddamovoj želji za bogatstvom, a sve zahvaljujući mreži špijuna i nekolicini osobnih ubojica. Godine 1978. Irak je počeo okupljati arapske nacije s ciljem izolacije Egipta zbog njegove diplomatske inicijative rješavanja Izraelsko-arapskog pitanja. Njegov saveznik sirijski predsjednik Hafez al-Assad, skoro je postao prepreka daljnjem Husseinovom usponu ka vrhu vlasti. Da je Sirijsko-iračka federacija, kao protuteža Egiptu, oformljena Assad, a ne Hussein, zauzeo bi mjesto na kojem bi imao golem utjecaj. Naime, predsjednik Bakr trebao je biti čelnik federacije, a Assadu bi pripalo mjesto njegova zamjenika. Hussein nije mogao dopustiti da se takvo što dogodi, počeo je poduzimati korake ka što bržem silaženju aktualnog iračkog predsjednika s vlasti. Uskoro je ponovo je uz pomoć porodičnih veza i sigurnosnog aparata Hussein uspio doći do cilja.

### Dolazak na vlast
Dana 16. srpnja 1979. godine predsjednik Bakr podnio je ostavku. Službeno, zbog zdravstvenih problema. Neslužbeno, on je bio žrtva Husseinove borbe za vlast. Nakon Bakra na mjesto predsjednika došao je Saddam Hussein koji je brzo počeo učvršćivati svoju vlast. Tako je sazvao glavešine Baath stranke 22. srpnja iste godine na sastanak. Na tom sastanku okupili su se članovi različitih obitelji i tada je Saddam Hussein iznio svoj stav kako stranka mora biti očišćena. Hussein je tada pročitao listu imena osoba koje su zamoljene da odstupe sa svojih položaja. Cijeli događaj snimale su tv kamere, a nakon što su prozvani odmah su odvođeni u pritvor, a potom su svi poubijani. Ali Saddam Hussein nije se zaustavio samo na tome da poubija potpuno nevine ljude. Visoko pozicionirani član Revolucionarnog vijeća i šef radničkih sindikata te vodeći šijitski član vijeća zajedno s dvadeset drugih visokih državnih dužnosnika sustavno su i osobno ubili Saddam Hussein i njegovi visoki stranački dužnosnici. U narednih nekoliko dana ubijeni su mnogi vojni časnici, zamjenici ministara i stranci nevjerne osobe. Takva nemilosrdna čistka omogućila je Saddamu konsolidaciju vlastite moći u Iraku. Saddam nije čistio samo unutar svoje stranke već je eliminirao i komuniste, koji su dotad od svih arapskih zemalja jedino u Iraku imali znatniji utjecaj. Taj potez u trenutku kada Sovjetski Savez računa na Siriju i Irak osigurao mu je nemale simpatije u Washingtonu, osobito među paranoično antikomunističkim republikancima. Saddam je u očima Washingtona tada bio razboriti musliman, neopsjednut religijom, ujedno svjestan toga što nafta znači američkim motorima i iračkoj blagajni.
Sadam je u rujnu 1980. godine krenuo u pohod na Huzestan, jugozapadni rub Irana bogat naftom otklonivši tako bojazni američkog ministra obrane Brown-a da bi Irak mogao okupirati Kuvajt i Saudijsku Arabiju. Računao je na pobjedu za nekoliko dana. Ponajviše zahvaljujući šutljivoj, ali konkretnoj podršci Sjedinjenih Država, koja mu je tada za njegove petrodolare osiguravala kupovinu sofisticiranog oružja i pristup još sofisticiranijim tehnologijama masovnog uništavanja, zbog kojih će ga prozvati mnogo kasnije, prešućujući vlastitu ulogu u kreiranju monstruma. Račun je bio bez krčmara, jer su Iranci uspjeli stvoriti pat poziciju i iscrpljivati Irak u statičkom frontovskom ratu još punih osam godina. Iako je u tom ratu pobjedu izborio Iran, Saddamu Husseinu nije smetalo da svoj poraz proglasi pobjedom i po Iraku gradi spomenike toj pobjedi. U tom ratu prvi je puta upotrijebio iračko kemijsko oružje. No, njegova žeđ za ratom nije se zaustavila na Iranu već je zbog procjene kako bi Šijiti mogli biti prijetnja njegovoj diktaturi Kurde (manjinu u Iraku) dao zausti otrovnim plinom, a zbog pokušaja svrgavanja iračkog diktatora. Unatoč ponovnoj upotrebi zabranjenog kemijskog oružja (ovaj puta i na civilima - ženama i djecom, tijekom Al-Anfal kampanje) svijet nije ništa poduzeo protiv iračkog diktatora. Godine 1990. pokrenuo je novi rat invazijom na Kuvajt koji je Saddam nazivao odmetnutom pokrajinom. Na taj čin međunarodne agresije Ujedinjeni narodi odgovorili su vojnom intervencijom. Nakon vojnog odgovora Saddam je doživio težak vojnički poraz te je kontrolu nad sjevernim i južnim Irakom morao prepustiti savezničkim snagama koje su ratovale protiv njega (uglavnom onim Sjedinjenih Država). Unatoč tome nastavio je vladati Irakom.
Tijekom devedesetih godina nižu se krize oko navodnog programa Iraka za razvoj oružja za masovno uništenje koje kulminiraju 1998. godine trodnevnim američkim raketiranjem Iraka pod nazivom Operacija Pustinjska lisica. Kriza se nastavlja i nakon napada, te dolaskom  Georgea W. Busha na položaj američkog predsjednika i nakon napada 11. rujna 2001. godine kriza se pooštrava.

### Propast Huseinove vladavine i smrt
U ožujku 2003. godine Sjedinjene Države i Velika Britanija pokrenule su jednostranu vojnu akciju (bez dopuštenja Ujedinjenih naroda) protiv Iraka. Glavni cilj vojne akcije - svrgavanje Saddama Husseina s vlasti - postignut je nakon tri tjedna ratovanja.
Dana 13. prosinca 2003. godine američke snage uhitile su Saddama Husseina blizu grada Tikrita. U srpnju 2004. godine počinje prvo sudsko saslušanje, a u listopadu 2005. godine započelo je suđenje za zločine koje je Saddam Hussein počinio nad Kurdima i Šijitima tijekom osamdesetih i devedesetih godina dvadesetog stoljeća. Dana 5. studenog 2006. godine Saddam Hussein osuđen je na smrt vješanjem. Irački prizivni sud potvrdio je dana 26. prosinca 2006. godine odluku prvostupanjskog suda kojom je Saddam Hussein osuđen na smrtnu kaznu. Iračke vlasti su dana 28. prosinca 2006. godine uputile američkoj vojsci, koja ga drži u svojem zarobljeništvu, zahtjev za njegovom predajom, što se smatra prvim korakom ka izvršenju smrtne kazne. Dana 30. prosinca 2006. godine u 6:00 sati po mjesnom vremenu nad Saddamom Husseinom je izvršena smrtna kazna vješanjem.

## Vanjske poveznice
- Snimka smrtne kazne  Arhivirana inačica izvorne stranice od 8. siječnja 2007. (Wayback Machine)

### Ostali projekti
|  | Zajednički poslužitelj ima stranicu o temi Saddam Hussein |